# Neslanovac
Neslanovac je gradski kotar na istočnom dijelu Splita, smješten sjeverno od gradskog kotara Pujanke, a istočno od gradskog kotara Brda. 
Nastao je 1988. godine dijeljenjem nekadašnje mjesne zajednice Brda na sadašnje kotareve Neslanovac, Ravne njive i Brda. Danas ima oko 7500 stanovnika. Kvart je većinom stambeni, s velikim brojem malih obiteljskih kuća. 
Neslanovac ima i nekoliko parkova, trgovačke centre Bauhaus i Opel te Crkvu sv. Marka Evanđelista kao i kavez za mali nogomet nasuprot crkve.
Omeđen je sa sjevera Solinskom cestom od koje koja spaja istočnu točku Sjeverne luke i Solinske ceste do granice s Gradom Solinom, s istoka ulicom Zbora narodne garde od granice Grada Solina do spajanja s ulicom Domovinskog rata, s juga ulicom Domovinskog rata, sa zapada Sarajevskom ulicom od spajanja s ulicom Domovinskog rata do Solinske ceste te s juga ulicom Domovinskog rata od spajanja sa Sarajevskom ulicom do Solinske ceste.
U budućnosti se planira spajanje ulice i mosta Zagorskog puta s Pujankama te gradnju ulice Put Smokovika ispod mosta Smokovik prema Mejašima, preko Mall of Splita do krizanja s novoizgrađenom (2014.) Ulicom 141. brigade te bi se tako napravilo krizanje triju cesta Hercegovačke, Zagorskog puta i Put Smokovika na Neslanovcu te Put Smokovika, 141. brigade i Puta sv. Spasa na Mejašima s čime bila dodani semafori, pješaški prijelaz i autobusne stanice do Vrborana i Kile.

## Povijest
Neslanovac se u razdoblju od 1869. – 1887. bio, zajedno s današnjim južnim Brdima i Ravnim njivama zvao Wasser-Leitung, što na njemačkom znači "vodena linija/menadžment/upravljanje". Pretpostavka je da naziv dolazi zbog toga što je u tim naseljima prolazio Dioklecijanov vodovod. Krajem 19. st. tu bio Smokovich, tj. nastao na današnjem istoku Neslanovca. Brda, Neslanovac i R. njive su bili važan za transport vode i prometa robe i putnika prema gradu Splitu.

## Ekonomija
U Neslanovcu se nalazi trgovina Studenac i Konzum, dva autosalona, tri kafića i Fast Food "Garfield".

## Obrazovanje
Gradski kotar Neslanovac ima dva dječja vrtića (DV Nešpulica i DV Veseli patuljci) te jednu osnovnu školu (Osnovna škola Ravne njive-Neslanovac) koju pohađaju stanovnici dvaju kotara,  Neslanovca i Ravnih njiva.

## Prometna povezanost
Kotar je izvrsno povezan s gradom, a lako je doći iz pravca Grada Solina i autoceste A1. Postoje određeni problemi oko dovršetka izgradnje Zagorskog puta koji povezuje trgovački centar Bauhaus, ali i sami Grad Solin. Stanovnici se često voze  javnim gradskim prijevozom s linijama br. 3 i br. 9.

## Vanjske poveznice
- Službena stranica GK Neslanovac
- Osnovna škola Ravne njive  Arhivirana inačica izvorne stranice od 18. travnja 2015. (Wayback Machine)
- DV Nešpulica  Arhivirana inačica izvorne stranice od 19. travnja 2015. (Wayback Machine)
- DV Veseli patuljci  Arhivirana inačica izvorne stranice od 19. travnja 2015. (Wayback Machine)